# Sémillon
Sémillon là một loại nho có vỏ vàng được sử dụng để làm rượu vang trắng khô và ngọt, chủ yếu ở Pháp và Úc. Da mỏng và mẫn cảm với botrytis khiến nó "thống trị" vùng rượu vang ngọt Sauternes AOC và Barsac AOC.

## Lịch sử
Nho Sémillon có nguồn gốc từ vùng Bordeaux . Nó được gọi là Sémillon de Saint-Émilion năm 1736, trong khi Sémillon cũng giống với cách phát âm địa phương của tên thị trấn . Nó lần đầu tiên đến Úc vào đầu thế kỷ 19 và đến thập niên 1820, nho bao phủ hơn 90% các vườn nho của Nam Phi, nơi nó được biết đến với tên gọi là Bologruif, có nghĩa là "rượu vang nho" . Nó từng được coi là giống nho được trồng nhiều nhất trên thế giới, mặc dù điều này không còn đúng nữa. Vào những năm 1950, các vườn nho của Chile được tạo thành từ hơn 75% Sémillon. Ngày nay, nó chỉ chiếm 1% trong số các cây nho Nam Phi Cape.

## Nghề trồng nho
Sémillon tương đối dễ trồng, liên tục sản xuất 6 đến 8 tấn nho trên mỗi mẫu Anh từ những cây nho mạnh mẽ của nó. Nó khá kháng bệnh, ngoại trừ thối. Nho chín sớm, khi, ở vùng khí hậu ấm hơn, nó thu được một màu hồng. Vì nho có vỏ mỏng nên cũng có nguy cơ bị cháy nắng ở vùng khí hậu nóng hơn; nó phù hợp nhất với những khu vực có ngày nắng và đêm mát mẻ.
Nho Sémillon khá nặng, có độ axit thấp và kết cấu gần như nhiều dầu. Nó có năng suất cao và rượu vang dựa trên nó có thể để một thời gian dài. Cùng với Sauvignon blanc và Muscadelle, Sémillon là một trong ba giống rượu vang trắng được phê duyệt duy nhất ở vùng Bordeaux.
Nho cũng là nguyên liệu để sản xuất rượu vang ngọt như Sauternes. Để nho được sử dụng để sản xuất rượu vang ngọt, chúng cần phải tác động bởi Botrytis. Loại nấm này làm khô nho, do đó cô đặc đường và hương vị trong quả nho.

## Khu vực sản xuất
Sémillon là một giống cây trồng quan trọng ở hai quốc gia sản xuất rượu vang quan trọng. Ở Pháp, Sémillon là giống nho trắng ưu việt ở vùng rượu vang Bordeaux. Nho cũng đã tìm được nơi trồng mới là ở Úc; trong khi ngày nay, các giống màu trắng chính của đất nước là Chardonnay và Sauvignon blanc. Thời gian từ đầu trong sự phát triển của đất nước, chủ lực là Sémillon, vào thời điểm đó bị nhầm tưởng sai là Riesling, đó là giống màu trắng quan trọng nhất.

### Pháp

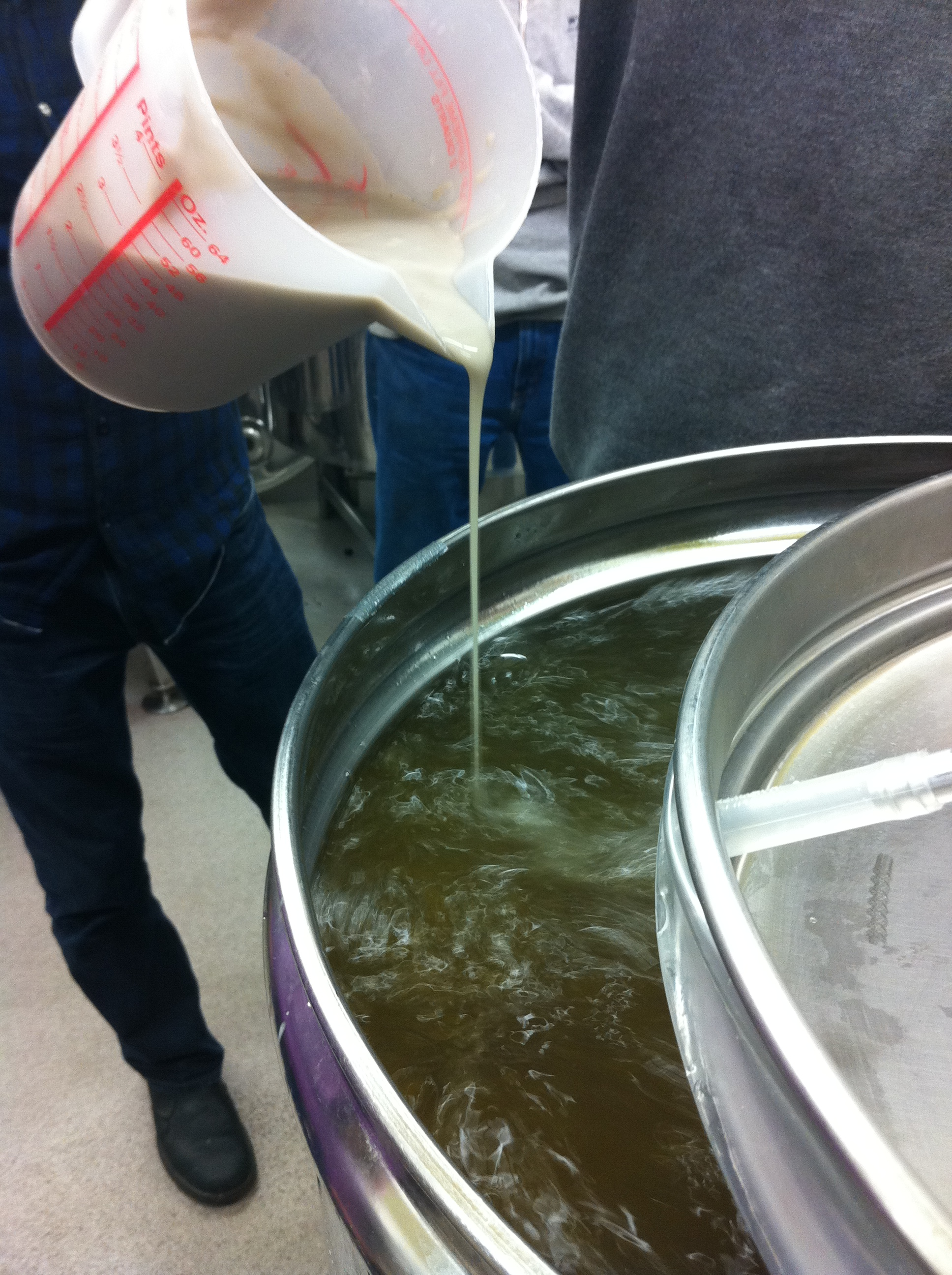
Sản xuất rượu vang làm từ nho Sémillon

Ở Pháp, nho Sémillon được trồng chủ yếu ở vùng Bordeaux, nơi nó được pha trộn với Sauvignon blanc và Muscadelle. Khi khô, nó được gọi là Bordeaux blanc và xuất hiện trong các tên gọi của rượu Pessac-Léognan, Graves, Entre-Deux-Mers. Trong hình thức này, Sémillon là một thành phần nhỏ trong hỗn hợp. Tuy nhiên, khi được sử dụng để làm ra các loại rượu vang trắng ngọt ngào của Bordeaux (chẳng hạn như các loại từ Sauternes, Barsac và Cérons), nó thường là loại chiếm ưu thế. Trong các loại rượu vang như vậy, cây nho được tiếp xúc với "noble rot" của Botrytis cinerea gây ra hiện tượng tiêu thụ hàm lượng nước của trái cây, tập trung đường có trong tinh dầu. Khi bị tấn công bởi Botrytis cinerea, nho co lại và nồng độ axit và đường được tăng cường.
Do sự phổ biến ngày càng giảm của giống nho, ít nhân bản được trồng trong các vườn ươm khiến các nhà sản xuất dự đoán sự thiếu hụt chất lượng rượu vang trong tương lai. Năm 2008, 17 nhà sản xuất rượu vang ở Bordeaux, bao gồm Château d'Yquem, Château Olivier, Château Suduiraut và Château La Tour Blanche, đã thành lập một hiệp hội để phát triển bản sao của riêng họ.

### Úc
Sémillon được trồng rộng rãi ở Úc, đặc biệt là ở Thung lũng Hunter phía bắc Sydney. Có 4 phong cách rượu vang khác nhau dựa trên Sémillon được thực hiện ở đó:
- Phong cách thương mại, thường được pha trộn với Chardonnay hoặc Sauvignon blanc
- Phong cách ngọt ngào, sau đó là Sauternes
- Kiểu phức tạp, được khai thác sớm, có tuổi thọ cao
- Phong cách khô chất lượng cao tương đương, có thể được phát hành cổ điển để thể hiện một tuổi chai hoặc tuổi thùng rượu

Hai phong cách sau được tiên phong bởi Lindemans, Tulloch, McWilliam's Elizabeth, Drayton's và Tyrrell's, và được coi là độc nhất của Úc.
Hầu hết các ví dụ về Semillons Hunter này được thể hiện bởi màu vàng bơ, hương vị bánh mì nướng hoặc mật ong đặc trưng trên mũi và hương vị phức tạp tuyệt vời trên vòm miệng, với hậu hương vị dài và có chút axit. Young Hunter Valley semillon hầu như luôn là một loại rượu khô, thường thể hiện hương vị cam của chanh, chanh hoặc táo xanh. Hunter Semillons được trồng trong mát mẻ dường như được tìm kiếm nhiều nhất, với một số loại rượu vang năm 1974 và 1977 vẫn uống tốt. Các phong cách mới hơn, phong cách trái cây nổi biết chiếm được sự yêu thích bởi những người tạo ra như Iain Riggs tại Brokenwood Wine và The Rothbury Estate.
Sémillon cũng đang tìm kiếm sự ưu ái với các nhà sản xuất Úc bên ngoài Thung lũng Hunter ở khu vực Thung lũng Barossa và Sông Margaret. Đồi Adelaide đang trở thành một khu vực hưng thịnh cho Semillon, với khí hậu mát mẻ sản xuất một số loại rượu vang có độ phức tạp lớn. Các vườn nho như Amadio và Paracombe sản xuất một số hỗn hợp cao cấp của phong cách cổ điển.

### Nam Phi
Semillon là một trong những giống nho trắng di sản thực sự của vùng Cape, có nguồn gốc từ đầu thế kỷ 17 (khi được gọi là Groendruif - dịch là nho xanh), giống nho này chiếm hơn 90% diện tích trồng trong nửa đầu của thế kỉ 19. Trong khi Semillon Nam Phi đã không hoàn toàn được coi là một mặt hàng thương mại ở hình thức đa dạng duy nhất trong thời kỳ hiện đại, có những loại rượu vang tuyệt đẹp được làm từ những vườn nho đặc biệt lâu đời (một số trong số đó là centurion). Thường xuyên hơn, sự đa dạng đóng một vai trò trong việc tăng cường khối lượng Sauvignon blancs. Semillons Nam Phi tốt nhất có trái cây ngon ngọt với hương vị như nước hoa cam, kết cấu tốt, có tính thảo dược và hòa quyện giữa cường độ của hương vị với sự tinh tế.

### Nơi khác
Bên ngoài các khu vực kể trên, Sémillon không được ưa chuộng và thường bị chỉ trích vì thiếu sự phức tạp và cường độ.